# Henryk I Ludolfing
Henryk I (ur. 919/921 w Nordhausen, zm. 1 listopada 955 w Pöhlde) – książę Bawarii z dynastii Ludolfingów (od 947 r. do śmierci). Syn Henryka I Ptasznika - króla Niemiec, młodszy brat Ottona I Wielkiego.

## Życiorys
Wkrótce po wstąpieniu na tron Ottona I, w 938 r. zbuntował się przeciw niemu w sojuszu z księciem Frankonii Eberhardem i księciem Lotaryngii Giselbertem, wysuwając roszczenia do korony. W 939 r. został pokonany pod Birten i musiał opuścić Niemcy. Uciekł do Francji do króla Ludwika IV. Po zawarciu pokoju niemiecko-francuskiego pogodził się z Ottonem I uzyskując księstwo Lotaryngii. Wkrótce zostało mu ono jednak odebrane. Na Wielkanoc 941 r. usiłował zamordować Ottona I w Quedlinburgu. Spisek został odkryty. Henryk został uwięziony w Ingelheim am Rhein. Na Boże Narodzenie 941 r. we Frankfurcie nad Menem ukorzył się przed bratem i został ułaskawiony.
W 948 r. uzyskał księstwo Bawarii. W 951 r. przywiózł bratu do Pawii jako narzeczoną Adelajdę Burgundzką. W 952 powiększył swoje księstwo o tereny wokół Werony i Akwilei. Stłumił bunt Ludolfa Szwabskiego i Konrada Czerwonego. Został pochowany w klasztorze Niedermünster w Ratyzbonie, gdzie także spoczywa jego żona.
Około 938 roku poślubił Judytę, córkę Arnulfa, księcia Bawarii. Z tego małżeństwa pochodzili:
- Gerberga
- Jadwiga Szwabska (Hadwig), zm. 28 sierpnia 994, żona Burcharda III, księcia Szwabii,
- Henryk II Kłótnik, ur. 951, zm. 28 sierpnia 995.